# (7199) Brianza
(7199) Brianza est un astéroïde de la ceinture principale.

## Description
(7199) Brianza est un astéroïde de la ceinture principale. Il fut découvert le 28 mars 1994 à Sormano par Marco Cavagna et Valter Giuliani. Il présente une orbite caractérisée par un demi-grand axe de 2,88 UA, une excentricité de 0,08 et une inclinaison de 1,2° par rapport à l'écliptique.

## Compléments